# 碧霞元君护国庇民普济保生妙经
《 碧霞元君护国庇民普济保生妙经》，是有关碧霞元君的两大经典之一，另一部是《碧霞元君护世弘济妙经》。碧霞元君是中国明清时期道教的重要女神，其道场是山东省泰安市的五岳之尊泰山，尊称为“东岳泰山天仙玉女碧霞元君”。本经的全称是《元始天尊说碧霞元君护国庇民普济保生妙经》。

## 概述
- 关于碧霞元君的圣诞，《碧霞元君护国庇民普济保生妙经》亦言“于四月十八日分真化炁,现是慈颜”,都以农历四月十八日为碧霞元君圣诞，与另一部《碧霞元君护世弘济妙经》讲述一致。
- 关于碧霞元君的封号，《碧霞元君护国庇民普济保生妙经》亦言“受命玉帝证位天仙”、“天仙玉女广灵慈惠恭顺溥济保生真人护国庇民弘德碧霞元君”。
- 关于碧霞元君的职司，《碧霞元君护国庇民普济保生妙经》称:“安国护民，警世敦元。辅忠助孝，翼正扶贤。保生益算，延嗣绵绵。消灾化难，度厄除愆。驱瘟摄毒，剪祟和冤。岳庭官将，号令威严。不仁不义，忤逆凶顽，不尊正道，化微尘烟。敢有咒诅，押送酆山，魂系幽司，万劫不原。下民有祷，无愿不全。大慈应应感，溥济人天。”[2]

## 主要内容
本经约有2,300多字，主要讲了碧霞元君的由来、职司、诵经功德以及辅忠助孝、善恶果报之理。